# SN1-reaktion
SN1-reaktion er en type substitutionsreaktion indenfor organisk kemi. Navnet SN1-reaktion skyldes, at der er tale om en monomolekylær nukleofil substitution.

## Kendetegn
SN1-reaktionen er kendetegnet ved følgende:
- SN1 forløber i to skridt.
- Der dannes et intermediat,  carbenium-ionen.
- Bindingsbrud sker først. Derefter dannes en ny binding.